# Mordnacht von Zürich
Die Mordnacht von Zürich – auch als «Zürcher Mordnacht» oder «Mord von Zürich» bekannt – war im Grunde kein Einzelereignis, sondern eine Fehde in den Jahren 1336 bis 1350 respektive 1355, die im Zusammenhang mit der Brun'schen Zunftverfassung und den Schweizer Habsburgerkriegen betrachtet werden muss.
Beteiligt waren auf der einen Seite im Jahr 1336 aus der Stadt Zürich verbannte Ratsmitglieder (Notabel respektive Constaffel), die Exil gewährende habsburgische Stadt Rapperswil und Verbündete, auf der anderen Seite die Stadt Zürich und verbündete Adelsgeschlechter.
Der Konflikt hatte langjährige Scharmützel zur Folge, die in der Nacht vom 23. auf den 24. Februar 1350 zur Mordnacht von Zürich, zur Inhaftierung von Graf Johann II. von Habsburg-Laufenburg und zur Zerstörung von Rapperswil sowie zur Besetzung Rapperswiler Besitzungen durch Zürcher Truppen führten.
Aus den Wirren um die Brun'sche Zunftverfassung ging das Haus Habsburg als Sieger hervor. Seine Vormachtstellung in der Nordschweiz wurde gefestigt, und die Kontrolle über die Rapperswiler Besitzungen verblieb bis 1458 bei Habsburg. Bürgermeister Rudolf Brun gelang es durch geschicktes Taktieren, die Niederlage Zürichs zumindest in einen persönlichen Sieg umzuwandeln. 1356 schloss Zürich mit Habsburg einen Bund, der die Brun'sche Zunftverfassung («1. Geschworener Brief») von 1336 garantierte.

## Ausgangslage (Zusammenfassung)

### Zunftrevolution in Zürich (Juni 1336)
Die Handwerker blieben in der Stadt Zürich des 14. Jahrhunderts weitgehend ohne politische Rechte und Schutz, obwohl sie zunehmend am wirtschaftlichen Aufschwung der Stadt beteiligt waren. Im nicht zweifelsfrei gesicherten Richtebrief des Jahres 1281 oder 1291 hatte der Stadtrat aus Angehörigen der «Burger» – die im Rat von Zürich vertretenen Kaufleute, vornehmen Handwerkergeschlechter und die Stadtadligen (Ministeriale) – die Bildung von Handwerksvereinigungen (Zünften) explizit untersagt «dass nieman(d) werben noch tuon (gründen) sol enhein (keine) zunft noch meisterschaft mit eiden mit worten noch mit werchen». Auf Verletzung des Gebots standen harte Strafen: Hausabbruch, hohe Busse und Verbannung. Erlaubt soll hingegen die Bildung von Innungen gewesen sein.
1335 führte der Rat eine Währungsreform durch, welche einseitig die Kapital besitzende Schicht, überwiegend Kaufleute, begünstigte. Die Beziehung zwischen Kaufleuten und Handwerkern war also belastet, und die Handwerkschaft der Stadt Zürich wollte nicht länger aus dem Stadtrat ausgeschlossen sein. Andererseits dominierten die «Notabel» – die im Rat vertretenen Kaufleute, die vornehmen Handwerkergeschlechter (Goldschmiede, Seidenfabrikanten, Tuchhändler, Geldwechsler, Salzleute) und die Stadtadligen – den ursprünglich zu aus gleichen Teilen zusammengesetzten Rat der Stadt Zürich, so dass vor 1336 «der regierende Rat der Stadt Zürich sich zu einem Drittel aus adligen Rittern und zu zwei Dritteln aus bürgerlichen Notabeln (Rentner, Wechsler, Kaufleute und Goldschmiede)» zusammensetzte, d. h. der politische Einfluss der Stadtadligen deutlich reduziert worden war. Des Weiteren versuchte der Rat, seine Oberhoheit auf die Grundherrschaften und Lehen des Stadtadels auszudehnen. Die Stadtzürcher Adligen verfolgten zudem eine den Kaufleuten entgegengesetzte Aussenpolitik. Indem Rudolf Brun wahrscheinlich geschickt diese Spannungen in der Führungsschicht nutzte, kam es in Zürich zur Zunftrevolution.
Der Aufstand der Handwerker und Adligen brach am 7. Juni 1336 mit einem Sturm auf das Rathaus aus; die Mehrheit der Räte konnte ihr Leben nur durch Flucht retten. Am 8. oder 16. Juni 1336 versammelten sich die Aufständischen im Barfüsserkloster, wo ihr Anführer, Rudolf Brun, von der Volksversammlung zum Bürgermeister der Stadt ernannt wurde. Brun arbeitete die nach ihm benannte Brun’sche Zunftverfassung aus, den sogenannten «1. Geschworener Brief», die nach dem Vorbild des Schwörbrief der Stadt Strassburg aus dem Jahre 1334 gestaltet war.

### Verbannung von 22 Räten und Flucht nach Rapperswil (Juli 1336)

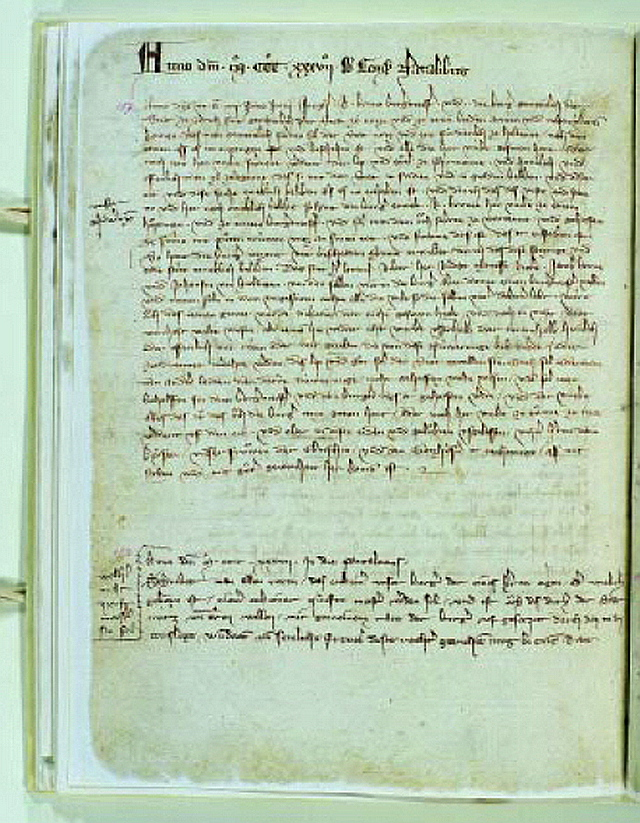
«Stadtbuch» von 1292 bis 1371

Das Stadtbuch von 1292 bis 1371 enthält unter dem 7. Juni 1336 eine Verordnung, wie künftig die Bürgermeisterwahl und die Anerkennung der Regierung durch die Bürgerschaft zu erfolgen habe. Auf der ersten Linie ist «jungher R. Bruno burgermeister» (Junker Rudolf Brun) zu lesen. Das 1636 erstellte Inhaltsverzeichnis des Stadtbuches spricht von den «zwölf Banditen von 1336», welche damals die Stadt verlassen mussten.
Von den 24 Ratsherren der Notabel (Kaufleute) verloren 22 ihren Ratssitz. Nicht zweifelsfrei geklärt ist, ob bereits die Verbannung der Mitglieder des bisherigen Rats oder ein Streit zwischen dem Ritter Götz Mülner und einigen Notabeln des bisherigen respektive Constafflern des Zunftrats die neue, fragile Koalition zwischen Stadtadel, Handwerkschaft und Kaufleuten gleich zu Beginn zusätzlich belastete.
Gesichert scheint, dass im Zeitraum 8. Juni bis 18. Juli 1336 vermutlich zwölf oder 22 Räte, von denen die Mehrheit aus dem Kaufmannspatriziat stammte, mit ihren Familien aus der Stadt Zürich verbannt wurden. Eine Quelle schreibt dazu: «Am 18. Juli schritt Brun zur Abrechnung mit den Mitgliedern des alten Rates. 22 von ihnen wurden ratsunfähig erklärt, davon zwölf auf Zeit aus der Stadt verbannt.» Einige der Verbannten – insbesondere die Familie Bilgeri – waren Ministeriale der Grafen von Rapperswil. Die Mehrzahl der Verbannten flüchtete daher nach Rapperswil zu Graf Johann I. von Habsburg-Laufenburg, der sowohl bei der Stadt wie auch bei einzelnen der Verbannten verschuldet war und sich von deren Unterstützung vielleicht auch eine Tilgung seiner Schulden erhofft haben könnte.

### Gegenregierung des «äusseren Zürich» in Rapperswil (1336–1350)
Unter dem Schutz von Graf Johann I. von Habsburg-Laufenburg bildeten die Exilierten eine Gegenregierung des «äusseren Zürich» in Rapperswil und begannen Streifzüge durch das Untertanengebiet der Stadt Zürich mit dem Ziel, die neue Regierung von Zürich zu destabilisieren.
Gegen die in der Stadt zurückgebliebenen Gegner der neuen Stadtregierung wurde mehrmals vorgegangen, wie aus einer überdurchschnittlich hohen Zahl an (vermutlich politisch motivierten) Hinrichtungen und der Weisung geschlossen werden darf, dass die ehemaligen Räte und ihre Anhänger sich nicht zu Gesellschaften mit mehr als drei Personen zusammenfinden durften. Die Gegenregierung des «äusseren Zürich» warb während der Jahre ihres Exils in Rapperswil weiterhin Söldner an und plante mit der Hilfe ihrer Parteigänger in der Stadt den Umsturz des Brun’schen Regimes, berichtet die Zürcher Geschichtsschreibung.
Auch Zürich suchte Rückhalt bei Verbündeten und fand ihn mit Graf Kraft III. von Toggenburg. Graf Kraft III. war bestrebt, zwischen der Eidgenossenschaft und Habsburg eine profitable Mittelstellung einzunehmen, und stand mit Graf Johann I. wegen der Burg Grynau in Konflikt, die einen strategisch wichtigen Übergang über die Linth zwischen Zürich- und Walensee sicherte. Mit Unterstützung der Grafen von Toggenburg, der Schutzherren des Grossmünster-Stifts, zog Bürgermeister Brun mit einem kleinen Heer gegen Graf Johann I. In der Schlacht bei Grynau am 21. September 1337 besiegten die Zürcher Graf Johann I. von Habsburg-Laufenburg, der zusammen mit seinem Kontrahenten, Graf Kraft III. von Toggenburg, umkam. Dies provozierte wiederum das Eingreifen des habsburgischen Herzogs Albrecht II. von Österreich, der Zürich zwang, auf alle Eroberungen zu verzichten und den Verbannten ihr Vermögen auszuhändigen, was die Stadt Zürich ablehnte. Danach versuchte Brun, sich mit Landfriedens- und Hilfsbündnissen mit benachbarten Städten und Adelsgeschlechtern abzusichern, darunter 1340 mit Konstanz und St. Gallen, 1343 sogar kurzfristig mit Rapperswil, 1345 mit dem Bischof und der Stadt Basel sowie Schaffhausen, und schliesslich trat Zürich 1349 dem Schwäbischen Städtebund bei.
Auch dem mündig gewordenen Graf Johann II., der beim Tod seines Vaters noch minderjährig war, soll von den verbannten Räten die Tilgung aller Schulden und die Einlösung der an die Stadt Zürich verpfändeten Höfe Wollerau und Pfäffikon angeboten worden sein. Johann II. führte die Fehde vermutlich in der zweiten Hälfte der 1340er Jahre weiter und wurde wie sein Vater zum Führer der Koalition gegen das Brun’sche Regime. Historisch gesichert ist, dass er bei einem Überfall auf Pfäffikon zwischen Juli 1347 und Juni 1348 Abt Konrad II. von Gösgen gefangen nahm, ihn aber wieder freiliess. Das Klosterarchiv Einsiedeln geht auf diese Ereignisse ausführlicher ein: «Schlimmer waren die Vorgänge, die sich in Pfäffikon abspielten, wo Graf Johannes II. von Rapperswil in der Zeit zwischen dem 31. Juli 1347 und dem 26. Juni 1348 vereint mit den Bürgern von Rapperswil die Feste Pfäffikon überfiel, sie vollständig ausraubte und den Abt, der sich gerade dort aufhielt, mit sich gefangen fortführte. Die Ereignisse hängen jedenfalls zusammen mit den politischen Umwälzungen, die sich damals in Zürich abspielten. Dort hatte Brun 1336 eine Verfassungsänderung durchgeführt. Der damit unzufriedene Ritteradel floh zum Grafen von Habsburg-Rapperswil. In der Folge entbrannte ein richtiger Kleinkrieg. Abt Konrad, mit Brun jedenfalls gut bekannt – einer seiner Söhne hatte die Stiftspfarrei Rued (Kanton Aargau) inne – anerkannte mit anderen Herren die getroffenen Änderungen. Darum wohl lud der Abt den Hass des Rapperswiler auf sich. Graf Johann I. fiel am 21. September 1337 bei Grynau, sein Sohn Johannes II. aber führte die Fehde weiter und überfiel, wie gesagt, Pfäffikon, wobei ihm sogar der Abt in die Hände fiel. Wie lange Abt Konrad gefangen sass, ist nicht zu ermitteln; sicher war er am 26. Juni 1348 wieder frei und Pfäffikon wieder in seinen Händen, denn unter diesem Datum kam durch Vermittlung einiger Herren eine Aussöhnung zwischen dem Abt und dem Rapperswiler zustande. Der Schaden musste ersetzt werden, wofür Abt Johannes die Wege zur Aufhebung des Bannes ebnete, der offenbar verhängt worden war. Graf Johann II. und seine Brüder versprachen dafür, das Gotteshaus, seine Leute und Güter in ihren besondern Schutz nehmen zu wollen.»

## Mordnacht von Zürich (23./24. Februar 1350)

### Ablauf
Die Zürcher Geschichtsschreibung überliefert, dass in der Nacht vom 23. zum 24. Februar 1350 ein Handstreich auf die Stadt vereinbart wurde, die «Mordnacht von Zürich». Die Verbündeten innerhalb der Stadtmauern sollten die «Äusseren» durch die Tore einlassen und dann gemeinsam Brun und seine Anhänger im Schlaf ermorden respektive «in der Nacht vom 23. auf den 24. Febr. 1350 versuchten die 1336 nach der Brun'schen Zunftrevolution aus der Stadt vertriebenen Adligen ‹nachtes bi slafender diet› [als alles Volk schlief] Zürich wieder unter ihre Kontrolle zu bringen».

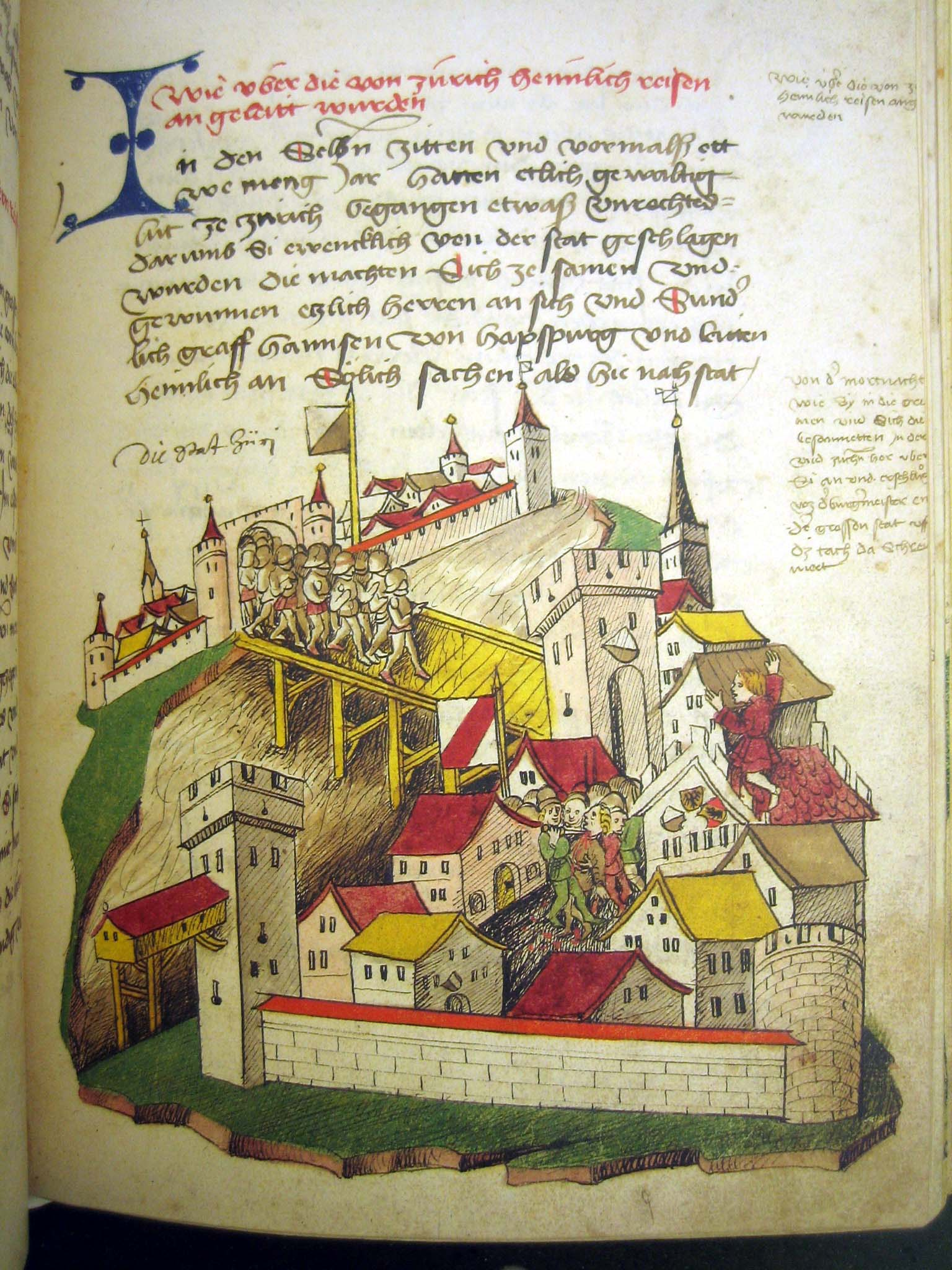
Die Mordnacht von Zürich in der Tschachtlanchronik von 1470

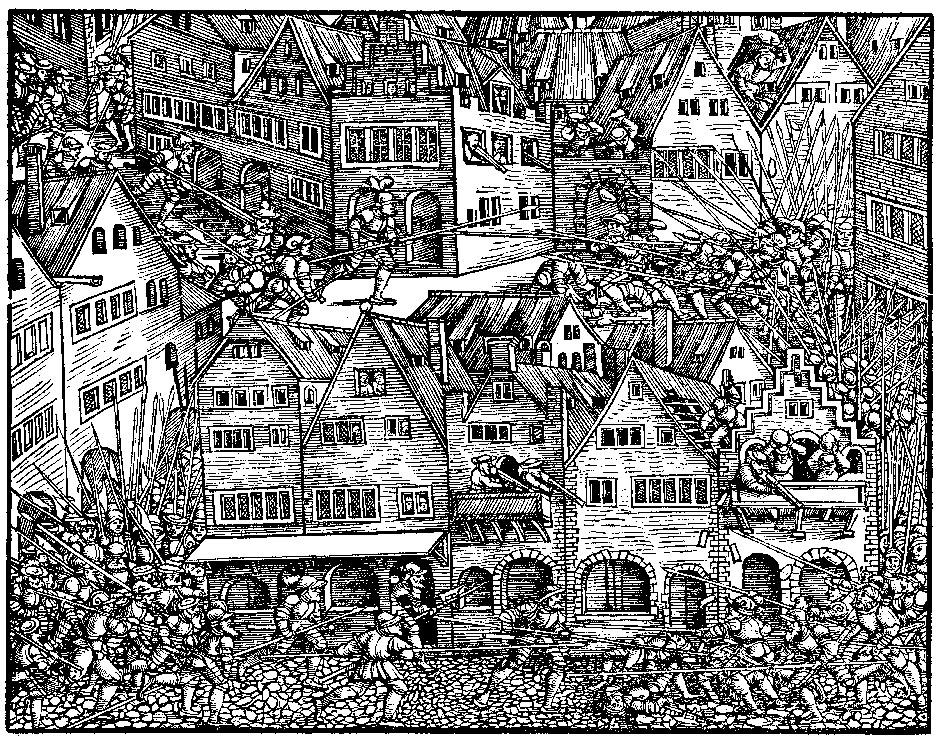
Das Kampfgeschehen in der Chronik des Johannes Stumpf von 1548

Bei den erwähnten «Anhängern von Rudolf Brun» handelte es sich vermutlich um Rudolf Brun selbst, die Zunftmeister und die Constaffel-Räte des Kleinen Rats. Die Zünfte waren nicht nur wirtschaftliche und politische Organisationen, sondern auch militärische. Aus ihren Zunftmeistern wurde der Rat der Zunftverfassung gebildet, ebenso aus den Angehörigen des Stadtadels und des Kaufmannspatriziats, die den Ritterstand und damit den Kern und die Führung der militärischen Streitmacht und die politische Führung stellten. Nur über die Zünfte konnte ein Bürger in den Rat gelangen, ebenso war ein Ratssitz Adligen und Patriziern nur über die Constaffel vorbehalten. Der Ausdruck «Die Zünfte sollen haben ein Banner» entsprach ihrer militärischen Bedeutung und Struktur. Die Zunft war Heereseinheit und Organisationsbasis für den Wacht- und Kriegsdienst. Eberhard III. von Mülner, ein Vertrauter Bruns, soll 1350 in Einsiedeln an einer Besprechung zur Vorbereitung der Zürcher Mordnacht teilgenommen haben. Dies könnte darauf hindeuten, dass Brun und seine Anhänger von der Mordnacht nicht überrascht wurden, sondern bei deren Planung mitbeteiligt gewesen sein könnten und beabsichtigten, die «Äusseren» in einen Hinterhalt zu locken.
Die Geschichtsschreibung überliefert, dass Bürgermeister Brun durch Verrat von diesen Umsturzplänen Kenntnis erhielt und seine Anhänger deshalb gut vorbereitet gewesen sein dürften. Der exakte Ablauf der Kampfhandlungen wird wohl ungeklärt bleiben – Abbildungen in zeitgenössischen Chroniken lassen aber darauf schliessen, dass das Gefecht äusserst erbittert von beiden Seiten in den Strassen der Stadt Zürich geführt worden ist. Die gleichen Quellen legen nahe, dass die Verschwörer durch die Stadttore eindringen konnten und das Gefecht 28 Personen auf beiden Seiten das Leben kostete.
Mehrere Quellen verdeutlichen insbesondere den blutig geführten Widerstand der Angehörigen der «Zunft zum Widder»: «Mordnacht von Zürich am St. Matthiastag (23. Februar). Die früheren Herrscher sind zu Verschworenen geworden und suchen sich der Person Rudolf Bruns und seiner Getreuen zu bemächtigen, werden aber von den wachsamen Bürgern überwältigt und zum grossen Teil niedergemacht. Die Metzger leisten grimmige Arbeit mit Schlachtbeilen und Messern und erhalten dafür besondere Rechte (St. Petersfahrt)» sowie «Der Anschlag auf Brun und seine Anhänger misslang, der Sage nach vor allem dank dem heroischen Eingreifen der Zunft der Metzger.» «Der Zug der Zunft zum St. Peter, der heute Ende Januar oder anfangs Februar durchgeführt wird, erinnert … an Vorrechte, die Bürgermeister Rudolf Brun der Zunft zum Dank für ihre in der Mordnacht vom 23./24. Februar 1350 bewiesene Tapferkeit verliehen hat.» Damals bekamen die Metzger das Recht, am Aschermittwoch durch die Stadt Zürich zu ziehen, mit Schlachtbeilen und Prügeln bewaffnet, mit ihrem Banner, dem vom Rat verliehenen «Isengrind» und einer Bärenhaut, Sinnbild des an der Kette gefangenen Feindes. Dieser Metzgerumzug dürfte eine der Wurzeln des Sechseläutenumzugs sein.

### Beteiligte und ihr Schicksal
Je nach Quellenlage soll «eine unbekannte Zahl der Verschwörer» im Handgemenge getötet worden sein, eine Quelle nennt «15 Verschwörer fielen, 35 wurden gefangen. Von diesen liess Brun 18 rädern und die übrigen köpfen», andere nennen «etliche Gefangene». Als gesichert gelten kann, dass sich unter den zahlreichen Gefangenen auch Graf Johann II. von Rapperswil-Laufenburg befand, der rund zwei Jahre im Stadtzürcher Wellenberg eingekerkert blieb. Während seiner Gefangenschaft im Wellenberg dichtete er das Minnelied «Blümli blawe», das Goethe in der Ballade «Das Blümlein Wunderschön: Lied des gefangenen Grafen» verewigt hat.
Die Güter aller Verschwörer wurden von der Obrigkeit eingezogen. Das vom hingerichteten Mitverschwörer Niklaus Bilgri beschlagnahmte «Tütsch Hus» (Deutsches Haus) soll von 1350 bis 1356 einer Kommission des Rats für Verwaltung und Verkauf der den Verschwörern abgenommenen Güter als Amtssitz gedient haben.

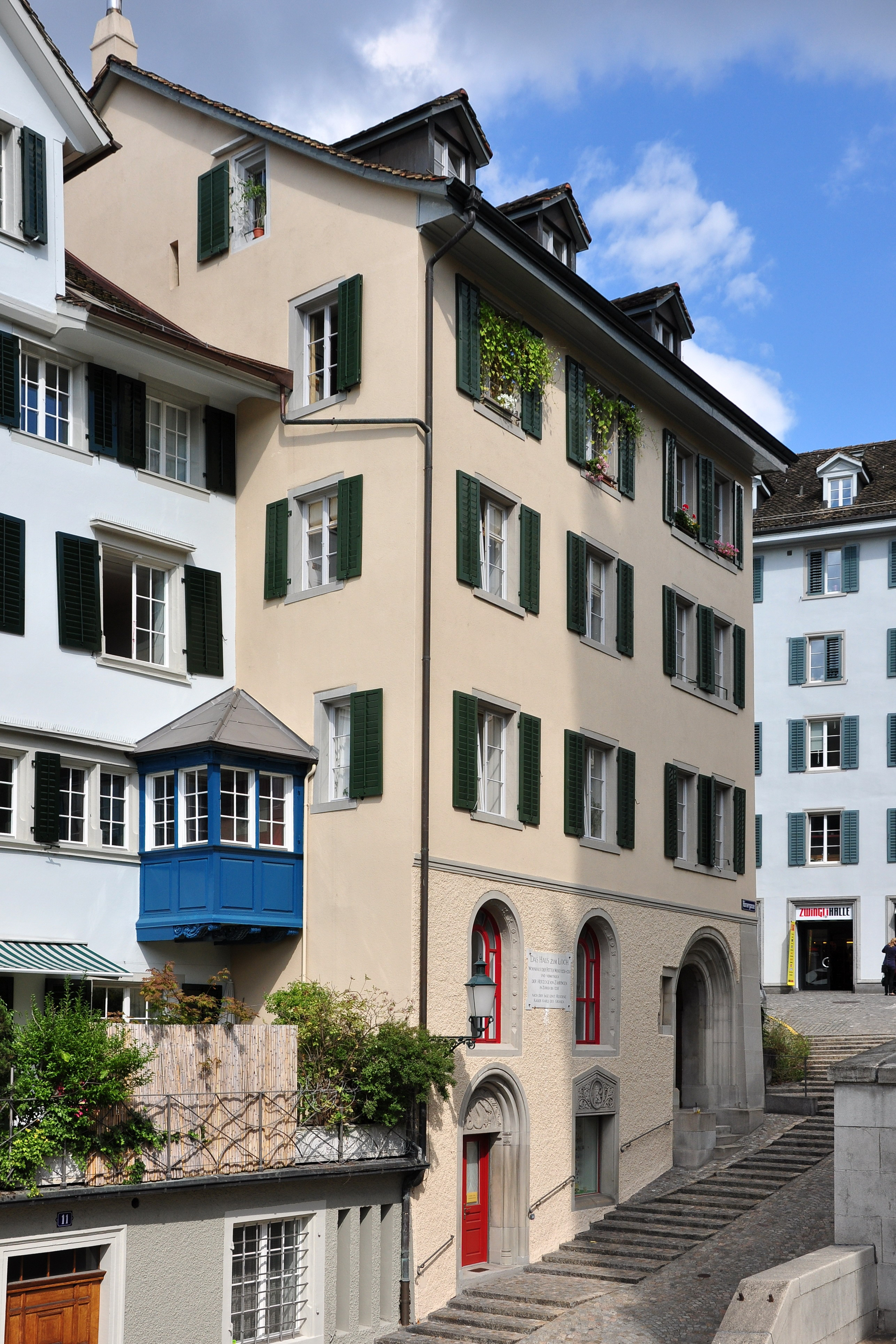
Das von der Ritterfamilie Wisso beschlagnahmte «Haus zum Loch» beim Grossmünster

Weitere namentlich bekannte Angehörige des Zürcher Stadtadels (Ministerialgeschlechter) waren Ritter Wizli Wisso und sein Bruder Johannes. Wizli Wisso war der Enkel des gleichnamigen Ritters, der 1315 als Zürcher Bürger auf Habsburger Seite in der Schlacht am Morgarten den Tod fand. Sein Eigentum wurde konfisziert und 1354 das «Haus zum Loch» an Elsbeth (Elisabeth) Schwend verkauft. Johannes Wisso, Sohn von Elisabeth Schwend und Wisso Wiss, wurde als Chorherr am Grossmünster zwar nicht hingerichtet, musste aber Zürich verlassen. Trotz der bereits 1357 erfolgten Aussöhnung mit Brun wurde die Verbannung erst am 8. November 1373, nach dem Zusammenbruch der Brunschen Herrschaft, aufgehoben. Die beschlagnahmten Güter seines am 24. Februar 1350 getöteten Bruders erhielt er nicht zurückerstattet. Rudolf Manesse, Sohn des Otto, war ein weiteres Opfer auf Seite der «Äusseren», während die Manegg-Manesse mehrheitlich zu den Gefolgsleuten Bruns gehörten.
Die Familie Bilgeri gehörte zu den erklärten Gegnern Bruns: Vier ihrer Ratsherren waren verbannt worden, und sie hatte ihre sieben Ratssitze im Juni 1336 eingebüsst. Rudolf Bilgeri verlor im Kampf das Leben, Werner und Klaus Bilgeri wurden gefangen genommen und hingerichtet. Werners Bruder Burkhard konnte fliehen, wurde 1358 Johanniter auf der Ordensburg Alt-Wädenswil und versöhnte sich im Jahr 1374 mit dem Rat.
Beringer von Hohenlandenberg war ein weiterer möglicher Mitverschwörer, der in seiner Burg Schauenberg bei Winterthur einigen der 1336 Verbannten Asyl gewährt haben und beim Kampf in den Strassen Zürichs getötet worden sein soll.
In den Tagen vor dem 23. Februar 1350 sollen Bruns Gegner versucht haben, das Läuten der Sturmglocken und damit das Sammeln der wehrfähigen Männer aus Zünften und Constaffel zu verhindern. Ulrich von Beggenhofen wurde für drei Jahre aus der Stadt verbannt, nachdem der Rat eine Untersuchung gegen ihn eingeleitet hatte: Beggenhofen soll in den Tagen vor der Mordnacht von Zeugen mehrfach in der Nähe der Glocken des Grossmünsters gesehen worden sein. Ausserdem befahl der Rat den Turmwächtern ohne Erlaubnis der sogenannten Turmherren, allen Personen ausser dem Sigrist und den Läuthelfern den Zugang auf die Kirchtürme zu verweigern (Verstösse wurden fortan mit Kerkerhaft und Busse geahndet).

## Zerstörung von Rapperswil (Sankt Matthis 1350)

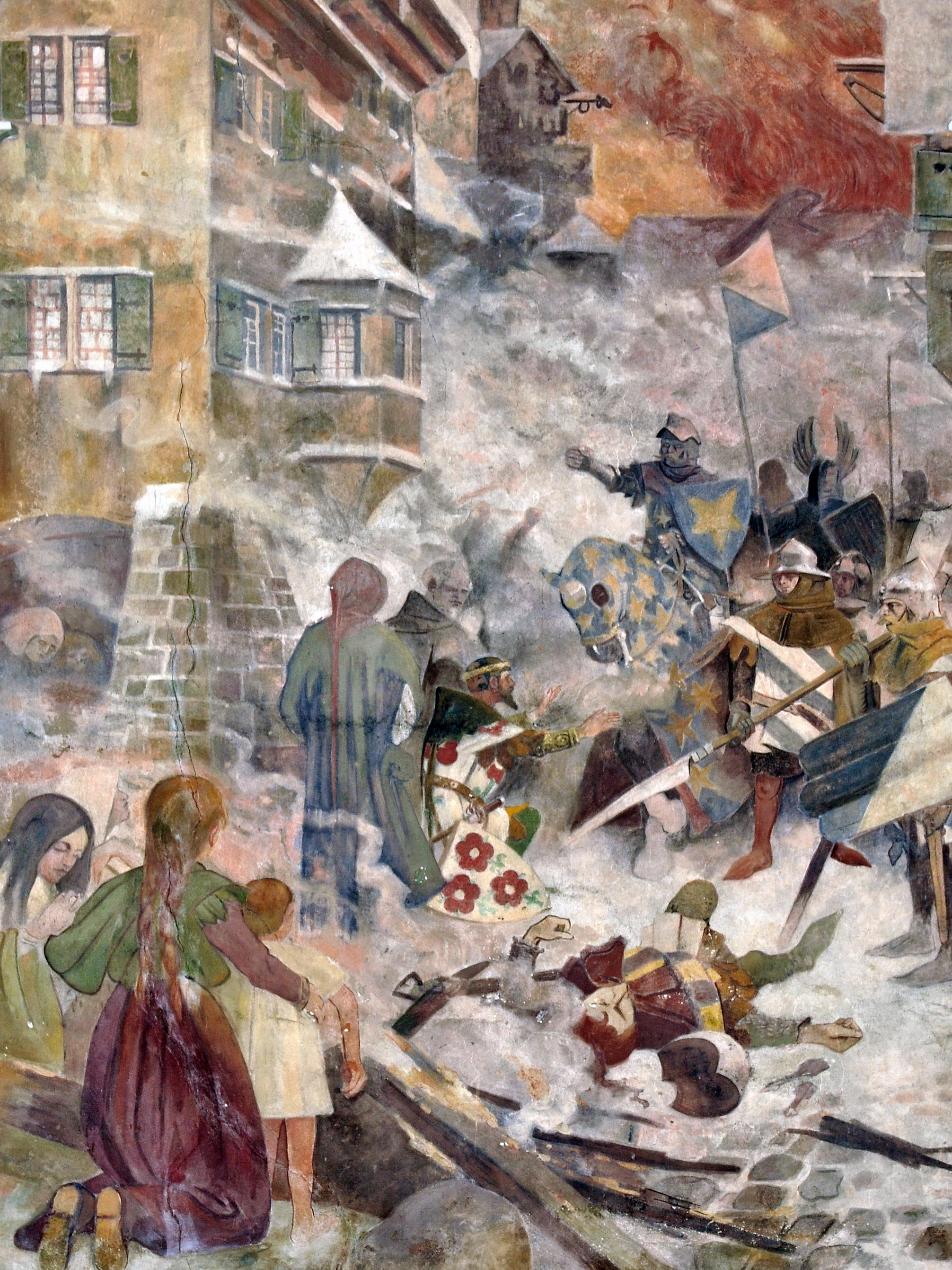
Rudolph Brun verjagt die Einwohner von Rapperswil.

Rudolf Brun und seine Truppen zogen vermutlich bereits am 24. Februar 1350 vor Rapperswil, das sich aus Sorge um den in Zürich gefangen gehaltenen Grafen Johann II. ergab. Die Brüder des Grafen sollen jedoch auf ein Eingreifen der habsburgischen Verwandten gehofft und einen Friedensschluss sabotiert haben: Brun zerstörte mit dieser Begründung die Festung Alt-Rapperswil (Altendorf) in der March und schleifte die Mauern von Stadt und Schloss Rapperswil, sodass diese nicht mehr verteidigt werden konnten. Stadtzürcher Truppen besetzten des Weiteren die Untere March und erlangten damit die Kontrolle über die Bündner Pässe. Die mit Zürich verbündete Stadt Zug fasste die Ereignisse aus ihrer Perspektive zusammen: «Die aus der Stadt vertriebenen Ratsherren – nicht alle erlitten dieses Schicksal – flohen nach Rapperswil. Sie fanden im dortigen Stadtherrn, Graf Johannes von Habsburg-Laufenburg, einen Verbündeten, mit dem sie 1350 in der später so genannten Mordnacht von Zürich ihrerseits einen gewaltsamen und blutig endenden, aber erfolglosen Umsturzversuch unternahmen. Dieser Friedbruch wurde aus zürcherischer Sicht als Fehdeanlass angesehen und mit der Eroberung Rapperswils sowie der Gefangennahme des für die Bluttat verantwortlich gemachten Johannes von Habsburg-Laufenburg [Graf Johann II.] vergolten. Da dieser sich weigerte, auf ein entsprechendes Friedensangebot Zürichs einzugehen, konnte die Fehde nicht beendet werden».

## Auswirkungen und Bund von 1351 mit der Waldstätte
Durch dieses Vorgehen verfeindete sich Brun mit Habsburg-Österreich, nahe Verwandte der Grafen von Rapperswil. Der Zürcher Bürgermeister unterbreitete trotzdem ein neues Bündnisangebot, das abgelehnt wurde: Die Stadt Zürich war vor allem wegen der Handelsverbindungen auf ein gutes Einvernehmen mit Habsburg, dessen Gebiet Zürich damals fast vollends umgab, angewiesen. Da Zürich zugleich mit Basel und Strassburg verfeindet war, geriet es in eine gefährliche Situation. Um gegen Habsburg bestehen zu können, musste sich Brun nach neuen Bündnispartnern umsehen und entschied sich, mit den vier Waldstätten, die wiederum in Krieg mit Habsburg standen, den «Bund von 1351» einzugehen – der Beitritt der Stadt Zürich zur entstehenden Eidgenossenschaft.

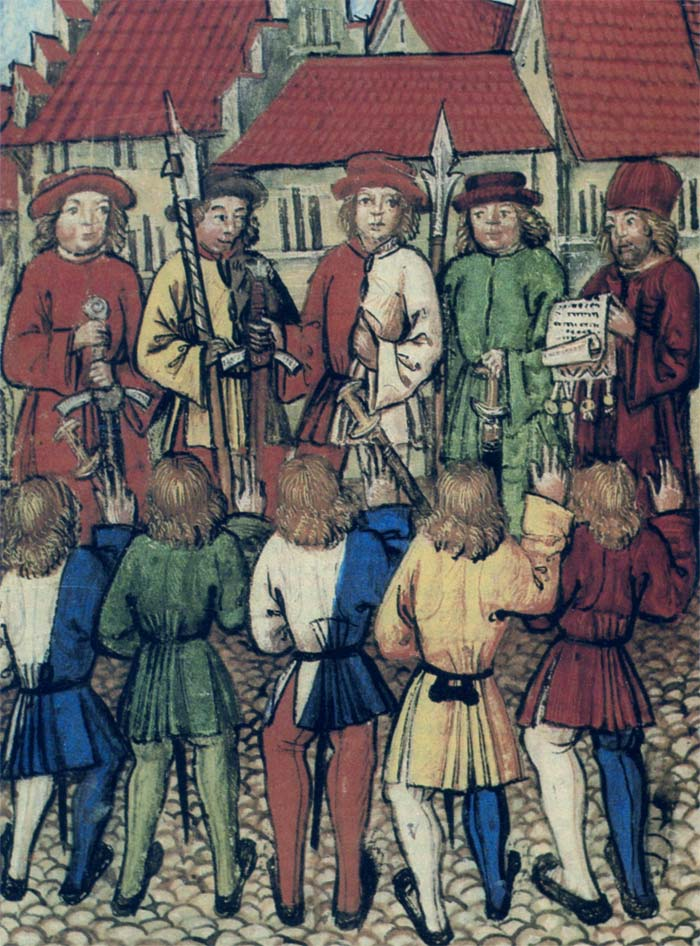
Bundesschwur der Bürger von Zürich vor den Abgesandten der vier Waldstätte am 1. Mai 1351. Diebold Schilling der Jüngere, Luzerner Chronik von 1513.

Die Verbannung und spätere Hinrichtung eines Grossteils der einstigen Ratsmitglieder zeigte auch in anderen Bereichen Wirkung: Nachdem die Kirchen und Klöster in Zürich zu Beginn des 14. Jahrhunderts eine wahre Stiftungswelle erlebt hatten, fehlten nach 1336 über lange Zeit die potenten Stifter, und im Vergleich zu anderen Städten erwiesen sich die kirchlichen Zuwendungen in Zürich insgesamt als sehr bescheiden. Der damalige Kaiser Ludwig der Bayer hatte nach dem Umsturz für Brun und sein Regime Partei ergriffen. Anders als der Franziskaner- und der Augustinerorden bekannten sich die Zürcher Prediger (Dominikaner) zum Papst und mussten deshalb ebenfalls die Stadt für mehrere Jahre verlassen. Sein Exil führte den Konvent zuerst nach Winterthur, Kaiserstuhl und später wie die verbannten Zürcher Ratsherren nach Rapperswil. Die Rückkehr der Prediger nach Zürich dürfte mit dem Höhepunkt der Krise 1349/50 zusammengefallen sein – nach den Pogromen gegen die jüdische Bevölkerung der Stadt Zürich in den Pestjahren 1349/50 oder eher nach der Zerstörung von Rapperswil durch Brun.
Trotz eines Schiedsspruchs eskalierte der Konflikt, nachdem im August 1351 Herzog Albrecht II. von Habsburg die Wiederherstellung der zerstörten Festungen Rapperswil und Altendorf forderte, beide habsburgische Lehen. Nachdem Albrecht im September 1351 eine Belagerung Zürichs begonnen hatte, willigte Brun in ein Schiedsverfahren ein, das zugunsten Habsburgs ausfiel und von den Waldstätten nicht akzeptiert wurde. Ende Dezember 1351 befahl Brun einen Plünderungszug durch den östlichen Aargau, der in der Schlacht bei Dättwil gipfelte.
Auf Vermittlung der Markgrafen von Brandenburg kam schliesslich der «Brandenburger Frieden» zwischen Zürich, den Habsburgern und Rapperswil zustande: Graf Johann II. wurde unter Zusicherung der Urfehde freigelassen, die Stadt Rapperswil sollte inskünftig keine Ausburger mehr aufnehmen dürfen und Zürich alle habsburgischen und Rapperswiler Gebiete räumen. Herzog Albrecht liess als neuer Besitzer Schloss und Stadt Rapperswil ab 1352 wieder aufbauen. 1353 setzten die Waldstätte die Kämpfe fort, und erst als Kaiser Karl IV. mit einem Heer vor Zürich aufmarschierte, willigte Zürich in den «Regensburger Frieden» von 1355 ein. Dieser bestätigte im Wesentlichen den Friedensvertrag von 1351, verpflichte jedoch Zürich, die mit Zürich verbündeten Waldstätte notfalls mit Gewalt zu dessen Einhaltung zu zwingen. 1356 schloss Zürich mit Habsburg einen Bund, der die Zunftverfassung von 1336 («1. Geschworener Brief») garantierte, und Rapperswil ging in den Besitz von Habsburg-Österreich über.

## Galerie

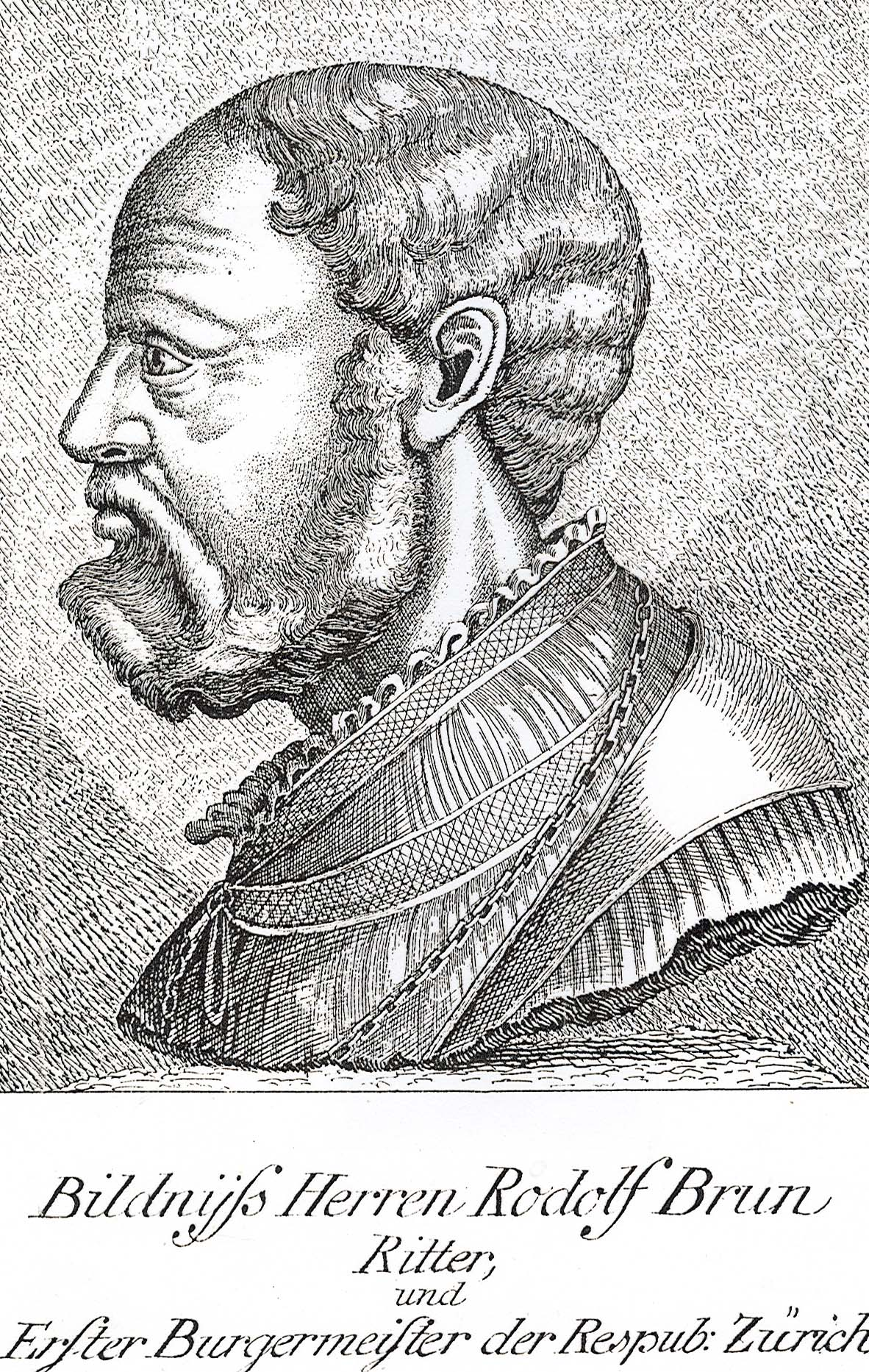
Bürgermeister Rudolf Brun
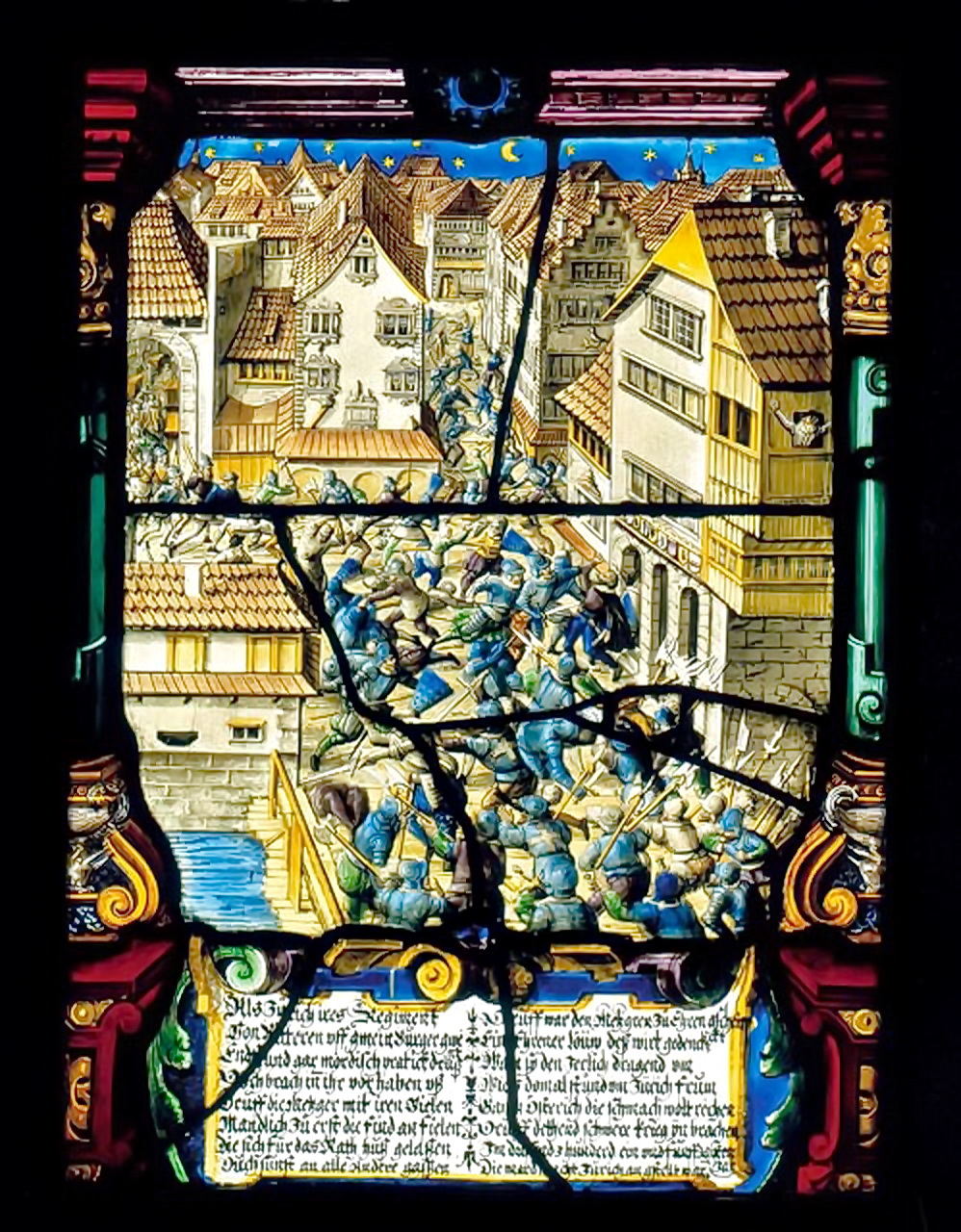
Zunfthaus zur Meisen: Wappenscheibe, Glasmalerei 17. Jh.
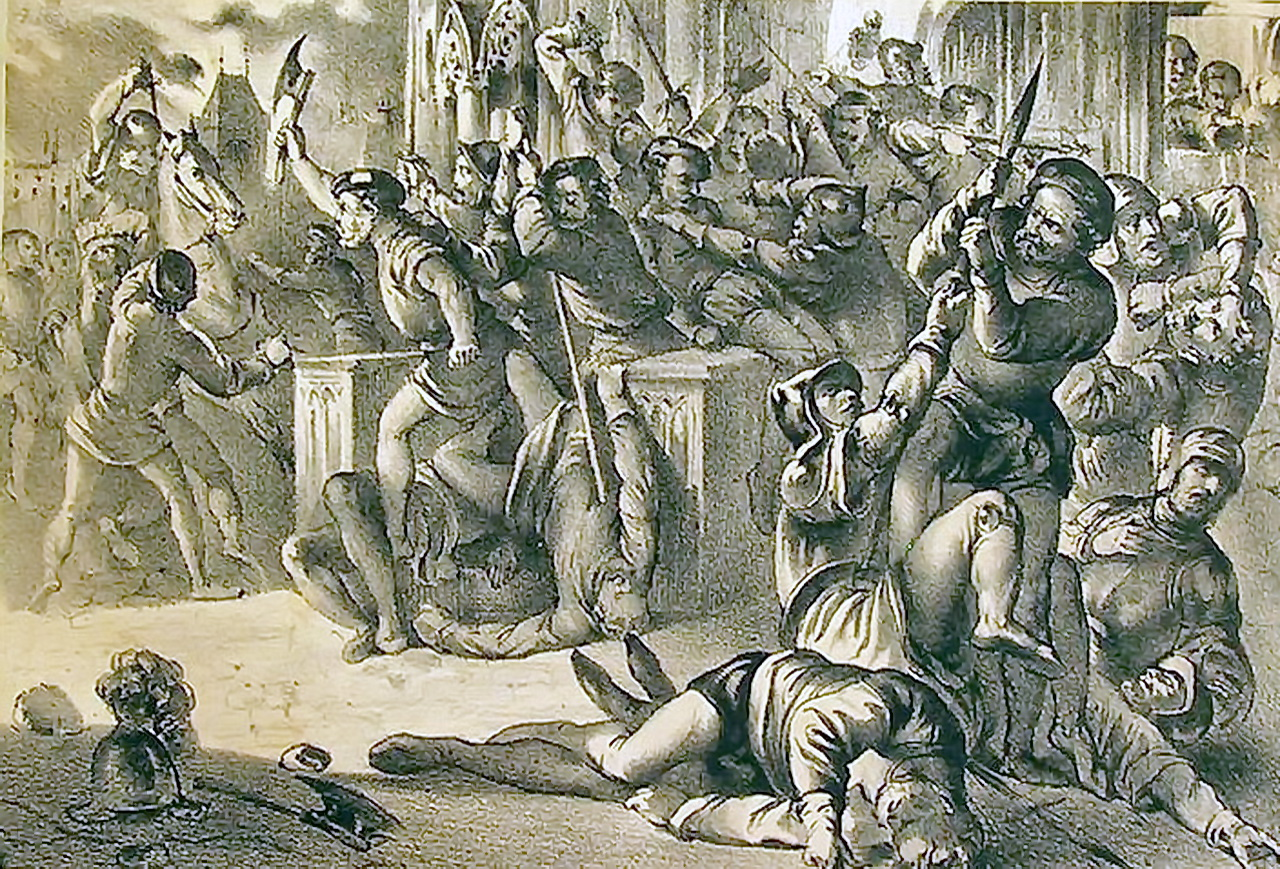
Lithographie von Anton Ziegler, 1848
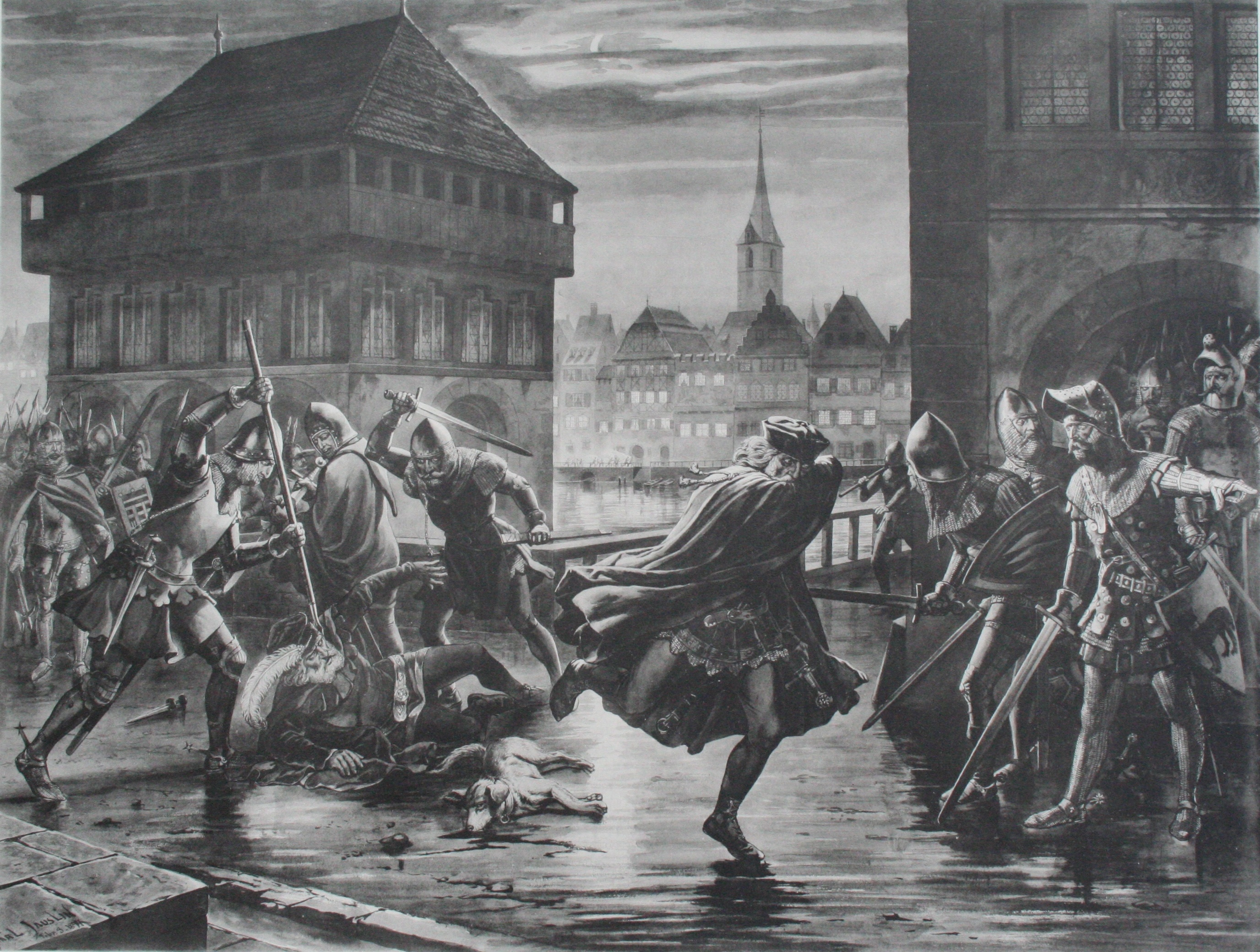
Darstellung von Karl Jauslin (1842–1904)
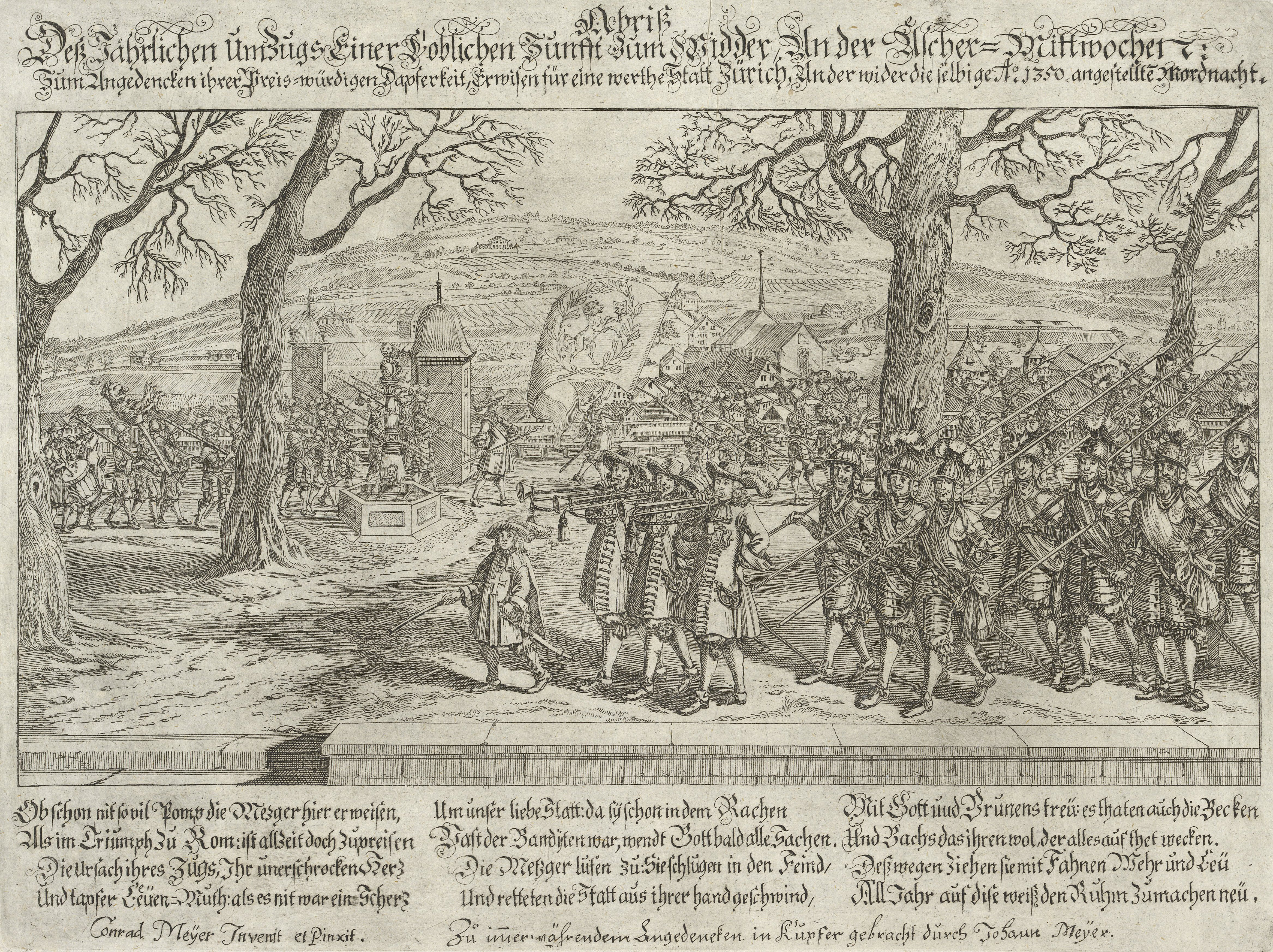
Aschermittwochumzug auf dem Lindenhof zum Andenken an die Zürcher Mordnacht 1350, Radierung von Conrad und Johannes Meyer, um 1676